# توبيز
تقع بلدية ومدينة توبيز في برابانت والون في وسط بلجيكا.

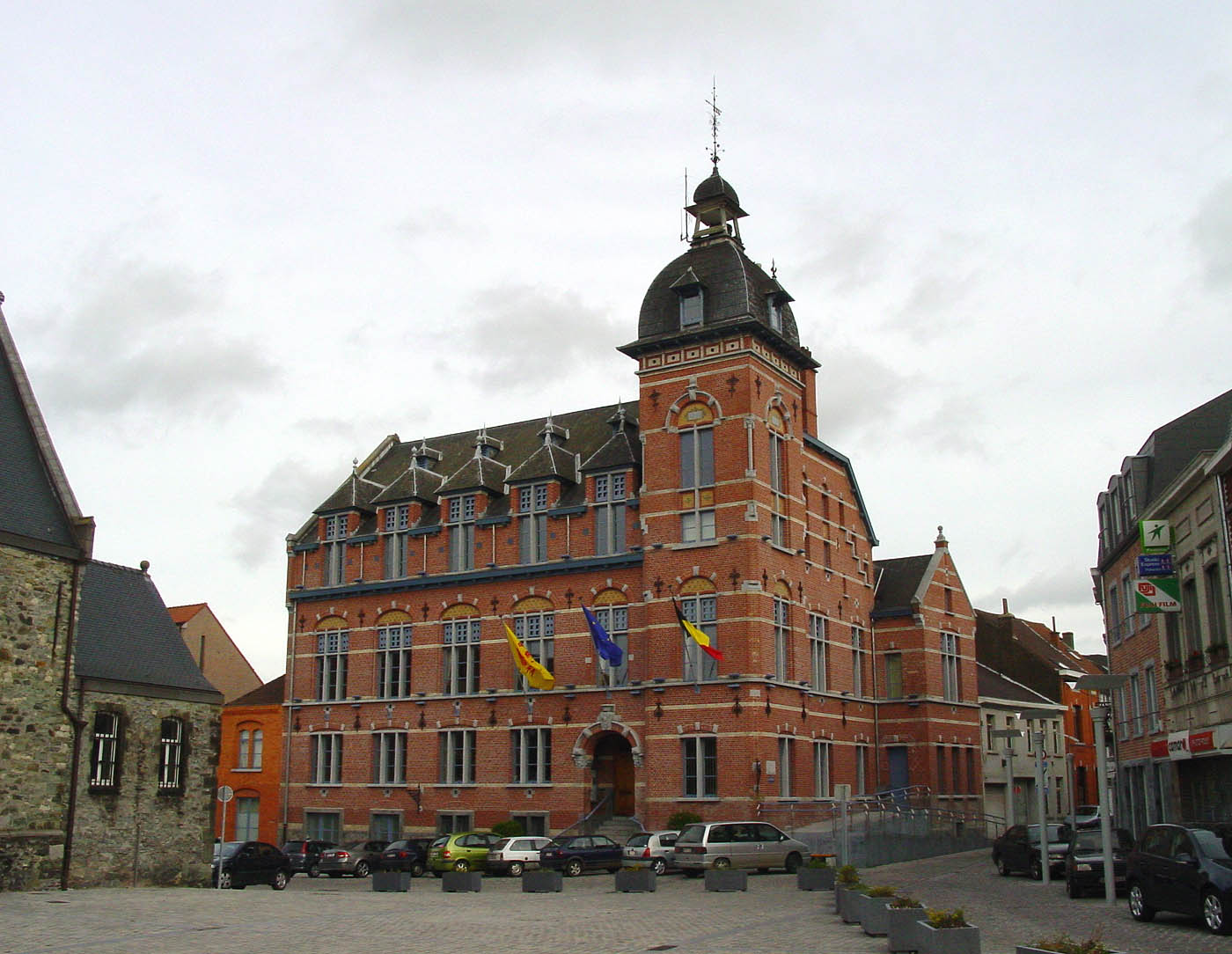

## توأمة
لتوبيز اتفاقيات توأمة مع كل من:
- كورنتال-مونشينغن
- Mirande [الإنجليزية]‏
- سكانديانو